# Schafskälte
Die Schafskälte ist eine meteorologische Singularität. Zwischen dem 4. und 20. Juni (Maximum der Häufigkeit um den 11. Juni) gibt es in Mitteleuropa oft einen Kälteeinbruch. Durch einströmende kühle und feuchte Luft aus Nordwest sinkt die Temperatur innerhalb weniger Stunden um fünf bis zehn Grad. Die Schafskälte tritt nicht in jedem Jahr auf.
Den Namen trägt diese Wetterlage nach den Schafen, die traditionell bis dahin bereits geschoren wurden und für die der Kälteeinbruch – zumal bei Alpsömmerung – durchaus bedrohlich werden kann. Muttertiere werden daher erst nach Mitte Juni geschoren.
In der statistischen Betrachtung hatte die Schafskälte in den letzten 100 Jahren eine Eintreffwahrscheinlichkeit von 61 Prozent. Betrachtet man nur den Zeitraum von 1921 bis 1990, so lag die Wahrscheinlichkeit der Schafskälte bei 73 Prozent. In den letzten 30 Jahren sank wegen des Klimawandels die Wahrscheinlichkeit der Schafskälte auf 33 Prozent.

## Ursachen
Schafskälte entsteht wie jede Landwetterlage durch die unterschiedlich schnelle Erwärmung von Landmassen und Meerwasser (siehe auch Eisheilige). Während das Land im Juni bereits stark erwärmt ist, ist das Meer aufgrund der hohen Wärmekapazität und Konvektion des Wassers noch relativ kalt. Das über Europa entstehende Tiefdruckgebiet führt dann vom Westen bis Nordwesten Kaltluft polaren Ursprungs heran. Mit der Schafskälte ist daher auch eine Drehung der vorherrschenden Windrichtung von Südwest auf Nordwest verbunden. Aufgrund ähnlicher Umstellungen der großräumigen Luftdruckverteilung über dem Indischen Subkontinent wird die Schafskälte auch als europäischer Sommermonsun bezeichnet.
Die Wetterlage trat zumindest in der Vergangenheit mit relativ hoher Wahrscheinlichkeit ein. Flohn und Hess (1949) werteten die Jahre 1881 bis 1947 aus und kamen auf eine Eintrittswahrscheinlichkeit von 89 Prozent. Moderne Untersuchungen (etwa Schönwiese 1986, Malberg 1989, Bissolli 1991) geben im Mittel die Zeit 11. bis 20. Juni für die Singularität an.

## Regionales
Im Alpenraum tritt die Schafskälte recht regulär auf. Dabei lassen sich zwei Kältevorstöße feststellen, der erste Kälteeinbruch zwischen dem 3. und 5. Juni und zwischen dem 15. und 21. Juni der zweite. Besonders betroffen sind die Hochlagen, beispielsweise die Almbetriebe Salzburgs, Kärntens, Tirols und Vorarlbergs. Neuschneemengen bis zu 50 cm sind keine Seltenheit.
Im Jahr 2010 beispielsweise kam der erste Kältevorstoß Anfang Juni, gefolgt von der zwischenzeitlichen Erwärmung mit subtropischen Hitzetagen (8. bis 11. Juni) und einem zweiten Kälteeinbruch am 20. Juni mit Neuschnee bis auf 1400 m. Im Jahr 2018 erfolgte ein Kaltlufteinbruch erst am 21. Juni.